# Tim Sheehy (Politiker)

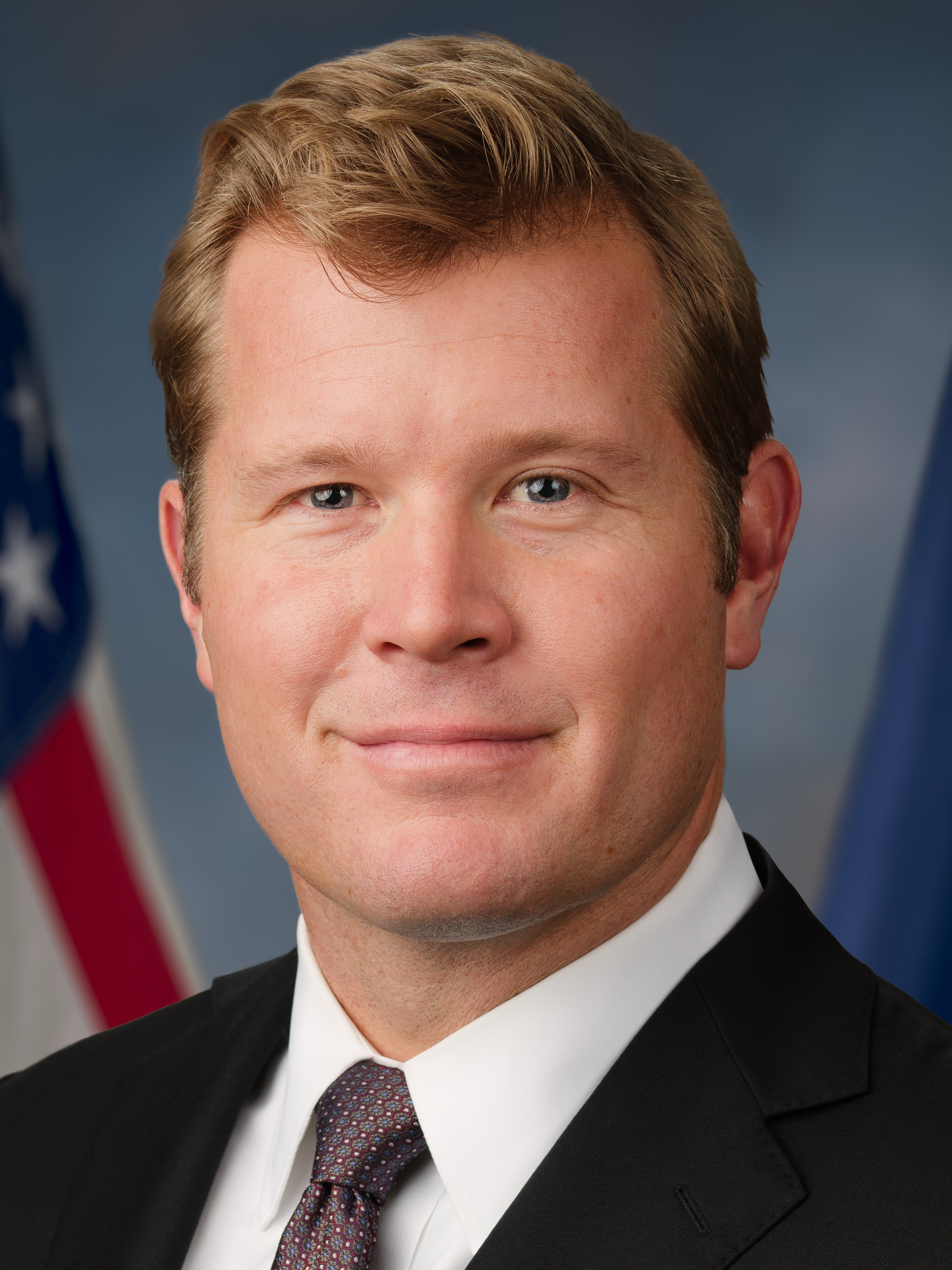
Tim Sheehy (2025)

Tim Sheehy (* 18. November 1985 in Minnesota) ist ein US-amerikanischer Politiker der Republikanischen Partei, Unternehmer und ehemaliger Offizier. Seit dem 3. Januar 2025 vertritt er den Bundesstaat Montana im Senat der Vereinigten Staaten.

## Leben
Sheehy wurde in der Nähe der „Twin Cities“ Minneapolis–Saint Paul geboren. Er wuchs mit seinem Bruder Matt in Shoreview in Minnesota auf, wo seine Eltern Richard und Denise Sheehy ein großes Haus besaßen. Ein Nachbar brachte ihm das Fliegen bei, als er noch Jugendlicher war. Sheehy selbst sagte dazu: „And I actually soloed an airplane before I got my driver’s license“ (Ich machte meinen ersten Soloflug bevor ich meinen Autoführerschein bekam). Er besuchte die private St. Paul Academy und machte dort 2004 seinen Abschluss. Anschließend 

Sheehy diente als Offizier bei der Spezialeinheit Navy SEALs in Irak, Afghanistan, Südamerika und im Pazifikraum. Er erhielt unter anderem die Bronze Star Medal für Tapferkeit im Kampf sowie das Verwundetenabzeichen Purple Heart.
Auf der Marineakademie lernte er seine Frau Carmen kennen, die als Offizierin im Marine Corps diente. Die beiden haben vier Kinder.
Sheehy bewirtschaftet eine 8000 ha große Rinderfarm. 2014 gründete er Bridger Aerospace , eine Firma, die eine der größten privaten Flotten von Löschflugzeugen unterhält. Die Firma setzt neben 20 Flugzeugen auch Drohnen ein. Sein persönliches Vermögen wird auf 74 bis 200 Millionen US-$ geschätzt.

## Politik
Sheehy setzte sich in der Vorwahl der Republikaner am 4. Juni 2024 mit 73,8 % gegen zwei Mitbewerber durch. Bei der Wahl am 5. November 2024 trat er gegen den demokratischen Amtsinhaber Jon Tester an, der seit 2007 Senator für Montana gewesen war, sowie gegen Sid Daoud von der Libertarian Party und Robert Barb von den amerikanischen Grünen. Sheehy setzte sich mit 52,6 % durch, Tester erhielt 45,5 % der Stimmen.